# Anaristjärnarna (Undersåkers socken, Jämtland, 699956-137633)
Anaristjärnarna är en sjö i Åre kommun i Jämtland och ingår i Indalsälvens huvudavrinningsområde.